# Simon Borowiak
Simon Borowiak (* 8. November 1964 in Frankfurt am Main, ehemals Simone Borowiak) ist ein deutscher Schriftsteller und Satiriker.

## Leben
Borowiak wurde bei der Geburt das weibliche Geschlecht zugeschrieben. Während der Gymnasialzeit nahm Borowiak vom 12. bis zum 19. Lebensjahr nach dem Schulunterricht an einem Förderprogramm teil, das begabte Schüler auf eine Karriere als Musiker vorbereitete. Dies brach Borowiak schließlich wegen Lampenfiebers ab. Borowiak begann ein Jurastudium, brach es aber 1986 zugunsten einer Redakteursstelle beim Satiremagazin Titanic ab. Dort schrieb Borowiak unter anderem die Texte zum Cartoon Sondermann mit Zeichnungen von Bernd Pfarr. Viel beachtet wurde ein satirischer Nachruf auf Freddie Mercury im Stil einer Büttenrede mit dem Titel Hessen nimmt Abschied von Freddie Mercury. 1992 verließ Borowiak die Titanic.
Borowiak wurde besonders bekannt durch den kurzen, satirischen Reiseroman Frau Rettich, die Czerni und ich (1992), der 1998 unter demselben Titel von Markus Imboden verfilmt wurde. 1998 erschien Erste Zeile, letzte Klappe – ein von den Justitiaren der Produktionsfirmen zensierter Bericht über die Dreharbeiten. Eine Sammlung von kürzeren satirischen Texten erschien 1994 als Ein Zug durch die Gemeinde. 1999 erschien der nichthumoristische Roman Pawlows Kinder.
Es folgte eine längere Pause im öffentlichen Auftreten. Mit 40 Jahren unterzog sich Borowiak geschlechtsangleichenden Maßnahmen. 2006 trat Borowiak erstmals als Mann mit dem autobiographischen Sachbuch ALK über Alkoholismus wieder an die Öffentlichkeit. Sein Roman Wer wem wen, eine Geschichte über die große Freundschaft zweier ehemaliger Psychiatrie-Insassen und ihr Wochenende in den Bergen, erschien 2007 im Eichborn Verlag, 2009 eine Fortsetzung unter dem Titel Schade um den schönen Sex. 2014 erschien der Roman Sucht – laut Autor „die Fortsetzung von ALK mit lyrischen Mitteln“. Borowiak lebt als freier Schriftsteller in Hamburg.

## Bücher
- Frau Rettich, die Czerni und ich. Eichborn, Frankfurt a. M. 1992, ISBN 3-8218-0260-X.
- Ein Zug durch die Gemeinde. Eichborn, Frankfurt a. M. 1994, ISBN 3-8218-0321-5.
- Baroness Bibi. Ein Schundroman für die gebildeten Stände. Eichborn, Frankfurt a. M. 1995, ISBN 3-8218-0329-0.
- Erste Zeile, letzte Klappe – Aus der wundersamen Welt des Films. Eichborn, Frankfurt a. M. 1998, ISBN 3-8218-0331-2.
- Pawlows Kinder. Eichborn, Frankfurt a. M. 1999, ISBN 978-3821803302.
- ALK. Fast ein medizinisches Sachbuch. Eichborn, Frankfurt a. M. 2006, ISBN 978-3-8218-5644-5.
- Wer wem wen. Eichborn, Frankfurt a. M. 2007, ISBN 978-3-8218-5809-8.
- Schade um den schönen Sex. Eichborn, Frankfurt a. M. 2009, ISBN 978-3-8218-6102-9.
- Bring mir den Kopf vom Nikolaus. Eichborn, Frankfurt a. M. 2010, ISBN 978-3-8218-6607-9.
- Du sollst eventuell nicht töten. Knaus, München 2012, ISBN 978-3-8135-0510-8.
- Sucht. Knaus, München 2014, ISBN 978-3-8135-0495-8.
- Falsche Dampfer. Satyr, Berlin 2025. ISBN 978-3-910775-30-5.

## Auszeichnungen
- 2008 Belletristik-Preis der internationalen Buchmesse Litera Linz für den Roman Wer wem wen[5]